# FC 렘샤이트
FC 렘샤이트(Fußball-Club Remscheid e.V.)는 1990년 7월 1일 BV 뤼트링하우젠 과 VfB 마라톤 렘샤이트 의 합병으로 결성된 노르트라인베스트팔렌주 렘샤이트의 독일 축구단이다.